# Issepts
Issepts – miejscowość i gmina we Francji, w regionie Oksytania, w departamencie Lot.
Według danych na rok 1990 gminę zamieszkiwało 145 osób, a gęstość zaludnienia wynosiła 16 osób/km² (wśród 3020 gmin regionu Midi-Pireneje Issepts plasuje się na 918. miejscu pod względem liczby ludności, natomiast pod względem powierzchni na miejscu 1161.).